# Park Sang-nam
Park Sang-nam (Hangul: 박상남) es un actor surcoreano.

## Carrera
Es miembro de la agencia Sidus HQ (싸이더스HQ).
Anteriormente utilizó el nombre artístico de Park Seul MaRo (박슬 마로).
El 15 de agosto de 2020 se unió al elenco principal de la serie web Twenty-Twenty donde interpretó a Jung Ha-jun, un joven universitario popular con un secreto oculto, hasta el final de la serie el 21 de octubre del mismo año.
En marzo de 2021 se unió al elenco recurrente de la serie Scripting Your Destiny (también conocida como "Writing Your Fate") donde dio vida a Myung, la deidad del destino.

## Filmografía

### Series de televisión
| Año  | Título                       | Personaje              | Notas                            | Ref.  |
| ---- | ---------------------------- | ---------------------- | -------------------------------- | ----- |
| 2016 | Age of Youth                 | Mesero / Barista       | Invitado - ep. 3                 |       |
| 2017 | My Sassy Girl                | -                      |                                  |       |
| 2017 | Brother Disappeared          | Kang Dong-hyun         | Serie web                        |       |
| 2018 | No Time For Love             | Cha Joon-il            | Serie web - 8 episodios          |       |
| 2019 | Stranger Kim                 | Kim Yohan              | Serie web - 6 epìsodios          |       |
| 2019 | Big Issue                    | Periodista             | Invitado - ep. 3                 |       |
| 2019 | Standby Curator              | Josh Lee               |                                  |       |
| 2020 | Twenty-Twenty                | Jung Ha-jun            | Serie web - 20 episodios         | [ 7 ] |
| 2021 | Scripting Your Destiny       | Myung                  |                                  |       |
| 2021 | You Are My Spring            | Patrick                |                                  |       |
| 2022 | Rookie Cops                  | Yoo Na-kyung           | Aparición especial - 2 episodios |       |
| 2022 | Military Prosecutor Doberman | Allen                  |                                  |       |
| 2023 | The Heavenly Idol            | Sa Gam-jae/Grim Reaper |                                  | [ 8 ] |

### Películas
| Año  | Título           | Personaje | Notas                                           |
| ---- | ---------------- | --------- | ----------------------------------------------- |
| 2021 | I Bet Everything | -         | junto a Lee Jong-hwa, Han Ji-hyun y Kim Tae-han |

### Programas de variedades
| Año  | Título                  | Notas                 |
| ---- | ----------------------- | --------------------- |
| 2017 | Show Me Oppa (쑈미옵빠) | 4 episodios - miembro |

### Aparición en videos musicales
| Año  | Intérpretes  | Canción                         | Notas  |
| ---- | ------------ | ------------------------------- | ------ |
| 2017 | TaeiK (태익) | "'I'll Tall U'" (오늘은 말할래) | [ 10 ] |